# 2372 Proskurin
2372 Proskurin је астероид главног астероидног појаса са пречником од приближно 22,77 .
Афел астероида је на удаљености од 3,678 астрономских јединица (АЈ) од Сунца, а перихел на 2,554 АЈ.
Ексцентрицитет орбите износи 0,180, инклинација (нагиб) орбите у односу на раван еклиптике 2,744 степени, а орбитални период износи 2009,530 дана (5,501 година).
Апсолутна магнитуда астероида је 11,60 а геометријски албедо 0,078.
Астероид је откривен 13. септембра 1977. године.